# Крсто Елезовић
Крсто Елезовић (Велимље, 18. јануара 1886 — Београд, 15. јануар 1956) био је српски војник. Носилац је више високих одликовања Краљевине Србије. 

## Биографија
Од малих ногу уз кућно огњиште, од оца Акима и мајке Јанице, као и деде Божа учио се чашћу и патриотизму. Као и многи младићи из динарских крајева Крсто је 1911. године одлучио да пође на рад у Америку. Један део њих одлазио је у Јужну Америку и Крсто је отишао у Аргентину. Ускоро је почео Први светски рат и Крсто се није двоумио, одлучио је да напусти Аргентину и да се пријави као добровољац за српску војску. У рату је био у првим борбеним редовима и тешко је рањаван. Као рањеник је транспортован у војну болницу у Бизерту у Тунис, где се лечио. 
Из Првог светског рата је изашао као ратни војни инвалид. За осведочену личну храброст одликован је највећим одликовањима онога времена. Носилац је ордена Карађорђева звезда са мачевима, ордена Белог орла са мачевима, две Златне медаље за храброст Милош Обилић и низа других одликовања.